# Бранкович, Милица
Милица Деспина (до 1487 — 1554) — деспина Валахии, жена Нягое I Басараба. Она была регентом своего сына Феодосия I, господаря Валахии в 1521—1522 годах.
Милица Деспина — покровительница искусств и ремесел. Она является основателем монастыря Крушедол. Под её опекой в Валахии иеромонахом Макарием было издано несколько богослужебных книг, в том числе «Тырговиштское четвероевангелие».

## Биография
Существует несколько гипотез о происхождении Милицы (Бранкович). Некоторые исследователи считают, что она была одной из дочерей или сестрой деспота Иоанна Бранковича. По другим данным, она дочь старшего брата Иоанна — Георгия Бранковича от его брака с Изабеллой дель Бальцо, дочерью Адельберта или Жильберто, герцога Нардо, а по третьим — происходит из рода Кантакузены.
После свержения и убийства её сына Феодосия I, она удалилась в Сибиу, Трансильвания, где находилась под покровительством своего двоюродного брата Янош I Запойяи. В 1545 году Милица Деспина стала монахиней под именем «Платонида» в Сибиу, где и оставалась до конца своей жизни. Она умерла 30 января 1554 года в Сибиу.

### Дети
В браке с Нягое Басарабом у неё родилось шестеро детей, из которых два мальчика и одна девочка умерли молодыми:
1. Феодосий, господарь Валахии (1521—1522);
2. Стана, вышла замуж за молдавского князя Стефана IV;
3. Петру
4. Иоанн
5. Руксандра, замужем за Раду V Афумати;
6. Ангелина (вероятно, названа в честь (пра)бабушки Ангелины Сербской)[5]